# Sjef van den Berg
Sjef van den Berg (Heeswijk-Dinther, 14 de abril de 1995) es un deportista neerlandés que compite en tiro con arco, en la modalidad de arco recurvo.
Ganó dos medallas de plata en el Campeonato Mundial de Tiro con Arco al Aire Libre, en los años 2013 y 2019, y tres medallas en el Campeonato Mundial de Tiro con Arco en Sala, en los años 2014 y 2018.
Además, obtuvo dos medallas de oro en el Campeonato Europeo de Tiro con Arco al Aire Libre, en los años 2012 y 2021, y dos medallas en el Campeonato Europeo de Tiro con Arco en Sala, en los años 2013 y 2015.
En los Juegos Europeos consiguió tres medallas, dos en Bakú 2015, plata individual y bronce por equipo, y una de plata en Minsk 2019, en la prueba por equipo.
Participó en dos Juegos Olímpicos de Verano, ocupando el cuarto lugar en Río de Janeiro 2016 (individual) y el cuarto en Tokio 2020 (equipo).

## Palmarés internacional
| Campeonato Mundial al Aire Libre | Campeonato Mundial al Aire Libre | Campeonato Mundial al Aire Libre | Campeonato Mundial al Aire Libre |
| Año                              | Lugar                            | Medalla                          | Prueba                           |
| -------------------------------- | -------------------------------- | -------------------------------- | -------------------------------- |
| 2013                             | Belek (Turquía)                  | Medalla de plata                 | Equipo                           |
| 2019                             | 's-Hertogenbosch (Países Bajos)  | Medalla de plata                 | Equipo mixto                     |
| Campeonato Mundial en Sala       |                                  |                                  |                                  |
| Año                              | Lugar                            | Medalla                          | Prueba                           |
| 2014                             | Nimes (Francia)                  | Medalla de bronce                | Equipo                           |
| 2018                             | Yankton (Estados Unidos)         | Medalla de oro                   | Individual                       |
| 2018                             | Yankton (Estados Unidos)         | Medalla de oro                   | Equipo                           |
| Juegos Europeos                  |                                  |                                  |                                  |
| Año                              | Lugar                            | Medalla                          | Prueba                           |
| 2015                             | Bakú (Azerbaiyán)                | Medalla de plata                 | Individual                       |
| 2015                             | Bakú (Azerbaiyán)                | Medalla de bronce                | Equipo                           |
| 2019                             | Minsk (Bielorrusia)              | Medalla de plata                 | Equipo                           |
| Campeonato Europeo al Aire Libre |                                  |                                  |                                  |
| Año                              | Lugar                            | Medalla                          | Prueba                           |
| 2012                             | Ámsterdam (Países Bajos)         | Medalla de oro                   | Equipo                           |
| 2021                             | Antalya (Turquía)                | Medalla de oro                   | Equipo                           |
| Campeonato Europeo en Sala       |                                  |                                  |                                  |
| Año                              | Lugar                            | Medalla                          | Prueba                           |
| 2013                             | Rzeszów (Polonia)                | Medalla de bronce                | Individual                       |
| 2015                             | Koper (Eslovenia)                | Medalla de oro                   | Equipo                           |